# Albert Engvall
Albert Vilhelm Engvall, född 7 februari 1820 i Arboga stadsförsamling, Västmanlands län, död 18 januari 1877 i Klara församling, Stockholms stad, var en svensk handelsman och politiker. Han var riksdagsman för borgarståndet i Västerås vid ståndsriksdagen 1865–1866.